# Stolella himalayana
Stolella himalayana is een mosdiertjessoort uit de familie van de Plumatellidae. De wetenschappelijke naam van de soort is voor het eerst geldig gepubliceerd in 1911 door Annandale.